# Йоганнес Гайле-Селассіє
Йоганнес Гайле-Селассіє (англ. Yohannes Haile-Selassie; 23 лютого 1961, м. Адіграт, Ефіопія) — ефіопський палеоантрополог.
Йоганнес Гайле Селассіє ніяк не пов'язаний з іменем ефіопського імператора Хайле Селассіє. Його прізвище, «Гайле-Селассіє», насправді є іменем його батька.

## Біографія
Йоханес почав свою освіту в Аддис-Абебському університеті в Аддис Абебі, закінчив його влітку 1982 року, отримавши ступінь бакалавра в галузі історичних наук. Його перша робота була в Національному музеї Ефіопії в Аддис Абебі. В 2002, він стає керівником та головою відділу фізичної антропології Клівлендського музею природничої історії в Квіленді (Огайо), де працює і досі.